# Milánó uralkodóinak listája
Az alábbi lista Milánó uralkodóit tartalmazza.

## Milánói urai (signore) (1277–1395)
| Név                                           | Uralkodása                           | Megjegyzések    |
| --------------------------------------------- | ------------------------------------ | --------------- |
| Viscontiak                                    |                                      |                 |
| Ottó (*1207)                                  | signore: 1277, †1295. augusztus 8.   |                 |
| I. Mátyás (*1250. augusztus 15.)              | signore: 1294–1302, ld. alább        |                 |
| Guido (*1259. szeptember 27.)                 | signore: 1302, †1312 nyara           |                 |
| I. Mátyás (2x)                                | signore: 1311, †1322. június 24.     |                 |
| I. Galeazzo (*1277. január 21.)               | signore: 1322, †1328. augusztus 6.   |                 |
| Azzo (*1302. december 7.)                     | signore: 1328, †1339. augusztus 16.  |                 |
| Luchino (*1287/1292)                          | signore: 1339, †1349. január 24.     |                 |
| Barnabás (*1323)                              | signore: 1349, †1385. december 19.   |                 |
| II. Galeazzo (*1320)                          | signore: 1349, †1378. augusztus 4.   |                 |
| II. Mátyás (*1319)                            | signore: 1349, †1355. szeptember 29. |                 |
| I. János (Gian) Galeazzo (*1347. október 15.) | signore: 1378–1395, ld. alább        | 1395-től herceg |

## Milánói hercegek (1395–1535)
| Portré                                                  | Uralkodó                                                               | Uralkodott | Megjegyzés                             |
| ------------------------------------------------------- | ---------------------------------------------------------------------- | ---------- | -------------------------------------- |
| Visconti-ház (1395–1447)                                |                                                                        |            |                                        |
|                                                         | I. Gian (János) Galeazzo * 1351. október 16. † 1402. szeptember 3.     | 1395–1402  |                                        |
|                                                         | Giovanni (János) Maria * 1388. szeptember 7. † 1412. május 16.         | 1402–1412  | Gian Galeazzo fia.                     |
|                                                         | Filippo (Fülöp) Maria * 1392. szeptember 23. † 1447. augusztus 13.     | 1412–1447  | Gian Galeazzo fia.                     |
| Ambróziai köztársaság (1447–1450)                       |                                                                        |            |                                        |
| Sforza-ház (1450–1535)                                  |                                                                        |            |                                        |
|                                                         | I. Francesco (Ferenc) * 1401. július 23. † 1466. március 8.            | 1450–1466  | Filippo Maria veje.                    |
|                                                         | Galeazzo Maria * 1444. január 24. † 1476. december 26.                 | 1466–1476  | I. Francesco fia.                      |
|                                                         | Gian Galeazzo Maria * 1469. június 20. † 1494. október 22.             | 1476–1494  | Galeazzo Maria fia.                    |
|                                                         | Ludovico „il Moro” (Lajos, a mór) * 1452. július 27. † 1508. május 27. | 1494–1500  | I. Francesco fia.                      |
| Francia uralom (1500–1512)                              |                                                                        |            |                                        |
|                                                         | Massimiliano (Miksa) * 1493. január 25. † 1530. június 4.              | 1512–1515  | Ludovico fia.                          |
| Francia uralom (1515–1521)                              |                                                                        |            |                                        |
|                                                         | II. Francesco (Ferenc) * 1495. február 4. † 1535. október 24.          | 1521–1535  | Ludovico fia. Az utolsó önálló herceg. |
| Spanyol uralom (1535–1706)                              |                                                                        |            |                                        |
| Osztrák uralom (1706–1800)                              |                                                                        |            |                                        |
| Francia uralom (1805–1814)                              |                                                                        |            |                                        |
| Osztrák uralom (1815–1859)                              |                                                                        |            |                                        |
| 1859-ben a terület beolvadt a születő Olasz Királyságba |                                                                        |            |                                        |

## Fordítás
- Ez a szócikk részben vagy egészben  az   Elenco dei reggenti di Milano című olasz Wikipédia-szócikk fordításán alapul.  Az eredeti cikk szerkesztőit annak laptörténete sorolja fel. Ez a jelzés csupán a megfogalmazás eredetét és a szerzői jogokat jelzi, nem szolgál a cikkben szereplő információk forrásmegjelöléseként.